# Кољски научни центар Руске академије наука
Кољски научни центар Руске академије наука „Сергеј Киров” (рус. Кольский научный центр Российской академии наук имени С. М. Кирова) научна је институција која обједињује рад свих научно-истраживачких центара под организацијом Руске академије наука на подручју Кољског полуострва и Мурманске области. Седиште института налази се у граду Апатити.
Центар је основан 19. јула 1930. године као Хибинска истраживачка станица Академије наука Совјетског Савеза. С временом истраживачка станица је прерасла у научни центар, а од 1991. под патронатом је Руске академије наука.
У оквиру Кољског научног центра делују следећа одељења:
- Институт за геолошка истраживања;
- Институт за рударство и минерологију;
- Институт за хемију и технологију ретких елемената и минерала;
- Математичко-информациони институт;
- Институт за геофизику поларних подручја;
- Кировски поларно-алпијски ботанички институт;
- Мурмански марински биолошки институт;
- Институт за екологију Севера;
- Центар за физичко-техничке проблеме енергетике Севера
- Центар за хуманитарне студије Баренцовог региона.